# جان برجر
جان برجر (انگلیسی: John Berger، تلفظ: ‎/ˈbɜːrdʒər/‎; ۵ نوامبر ۱۹۲۶ – ۲ ژانویهٔ ۲۰۱۷) منتقد هنری، فیلم‌نامه‌نویس، نویسنده، نقاش، رمان‌نویس، و روزنامه‌نگار اهل بریتانیا بود.
وی در سال ۱۹۷۲ به خاطر رمان جی برندهٔ جایزه ادبی من بوکر شد.
از ویژگی‌های اصلی آثار برجر می‌توان به رویکرد انتقادی و رادیکال وی در تحلیل آثار هنری، تاریخ و تمدن اشاره کرد که در طیف وسیعی از آفریده‌هایش از مقاله و داستان گرفته تا برنامه‌های تلویزیونی و مستند قابل مشاهده و پیگیری است.
در سال ۲۰۱۵ بر اساس یک نظرسنجی که در روزنامه گاردین انتشار یافت، کتاب دربارهٔ نگریستنِ جان برجر به عنوان یکی از ۲۰ کتاب دانشگاهی که جهان را تغییر داده‌اند، انتخاب شد.

## زندگی
جان برجر در ۵ نوامبر ۱۹۲۶ در منطقه هکنی لندن به دنیا آمد، مادرش میریام و پدرش استنلی نام داشتند. برجر به مدرسه سنت‌ادوارد آکسفورد رفت و پس از آن در سال‌های ۱۹۴۴ تا ۱۹۴۶ در نیروی زمینی بریتانیا خدمت کرد.

## آثارِ ترجمه‌شده به فارسی
۱. دربارهٔ نگریستن، مترجم: فیروزه مهاجر. انتشارات آگاه، ۱۳۷۷، ۲۵۱ صفحه.

۲. درک عکس، مترجم: کریم متقی. انتشارات زبان تصویر، ۱۳۹۳، ۲۳۲ صفحه.

۳. شیوه‌های دیدن، مترجم: زیبا مغربی. انتشارات شورآفرین، ۱۳۹۳، ۱۲۲ صفحه.

۴. این‌جا محل دیدار ماست، مترجم: فرناز حائری. انتشارات حرفه نویسنده، ۱۳۹۳، ۲۱۳ صفحه.

۵. از آ به خ، مترجم: ندا احمدی. انتشارات حرفه نویسنده، ۱۳۹۴، ۲۰۸ صفحه.

۶. شیوهٔ دیگری برای گفتن، مترجم: پریسا دمندان، سهیلا دمندان. انتشارات قو، ۱۳۹۴، ۲۹۲ صفحه.

۷. پیروزی و شکست پیکاسو، مترجم: سماء صالح‌زاده. انتشارات حرفه نویسنده، ۱۳۹۸، ۲۷۷ صفحه.

۸. چرا به حیوانات می‌نگریم، مترجم: محمدصادق رئیسی. انتشارات روزگار نو، ۱۳۹۸، ۹۷ صفحه.

۹. سایبان سرخ بولونیا، مترجم: علی خدادادی. انتشارات سیفتال، ۱۳۹۸، ۵۶ صفحه.

۱۰. فتوکپی‌ها، مترجم: زینب آرمند. انتشارات حرفه نویسنده، ۱۳۹۹، ۱۳۶ صفحه.

۱۱. سایبان سرخ بولونیا، مترجم: محسن آزرم و حسین عیدی‌زاده. نشر چشمه، ۱۴۰۰، ۸۴ صفحه.
۱۲. زمین خوکی، مترجم: زینب آرمند. انتشارات حرفه نویسنده، ۱۴۰۰، ۲۶۴ صفحه.